# Collected (видеоальбом Nine Inch Nails)
Collected (также известен как Seed 1) — сборник видеоклипов американской индастриал-группы Nine Inch Nails.

## О сборнике
Видеосборник выпущен в 2005 году лейблом Nothing Records как промо и никогда не выпускался коммерчески. В системе нумерации релизов Nine Inch Nails Collected имеет номер Seed 1.
Сборник включает в себя все видеоклипы, выпущенные группой с 1992 по 2005 год, интервью, режиссёрскую версию клипа на песню «The Hand That Feeds», а также некоторую информацию о дискографии и будущих релизах NIN. Collected распространялся на DVD.

## Содержание
1. - «Pinion» (1992)
  - «Help Me I Am in Hell» (1992)
  - «March of the Pigs» (1994)
  - «Starfuckers, Inc.» (2000)
  - «Deep» (2001)
2. «Down in It» (1989)
3. «Head Like a Hole» (1990)
4. «Sin» (1990)
5. «Wish» (1993)
6. «Happiness in Slavery» (1992)
7. «Gave Up» (1992)
8. «Closer» (1994)
9. «Woodstock '94» (1994) — Live clip of «Reptile»
10. «Closure: Self Destruction: Live» (1994—1996) — интервью и живое исполнение «March of the Pigs»
11. «Hurt: Live» (1995)
12. «Burn» (1994) и «The Perfect Drug» (1997)
13. «We’re in This Together» (1999)
14. «Into the Void» (2000)
15. «Fragility: Live» (1999—2000) — живое исполнение «The Great Below» и «The Wretched»
16. «Something I Can Never Have» (2002)
17. «The Hand That Feeds» (2005) — полная версия
18. Тизер альбома With Teeth[1].

- Также имеется интерактивное меню для просмотра информации о дискографии группы и будущих релизах.